# Комарове (Мядельський район, Свірська селищна рада)
Комарове (біл. вёска Камарова) — село в складі Мядельського району Мінської області, Білорусь. Село підпорядковане Свірській селищній раді, розташоване в північній частині області.